# تروی، شهرستان جسامین، کنتاکی
تروی (به انگلیسی: Troy) یک منطقهٔ مسکونی در ایالات متحده آمریکا است که در شهرستان جسامین، کنتاکی واقع شده‌است. تروی ۲۵۳٫۹ متر بالاتر از سطح دریا واقع شده‌است.